# دایمارو
دایمارو (انگلیسی: Daimaru) شرکت خرده‌فروشی ژاپنی است، که در سال ۱۹۲۰ تأسیس شد.